# Eschimese
Con il termine eschimese si indicano due principali gruppi etnici: gli Inuit (dell'estremo nord dell'Alaska, del Canada e della Groenlandia) e gli Yupik (dell'estremo occidente dell'Alaska e dell'Estremo Oriente russo). Gli Inuit e gli Yupik parlano due lingue diverse (Inuktitut e Yupik) che hanno comunque notevoli somiglianze dialettali.
Tale esonimo, adoperato da Algonchini e Cree per indicare genericamente i popoli della zona artica, è da Inuit e Yupik ritenuto dispregiativo. La parola deriva dal cree aayaskimeew, che significa "fabbricante di racchette da neve". Da considerarsi invece paraetimologia, la molto pubblicizzata derivazione dalla parola anishinaabeg ashkipok che significa "mangiatori di carne cruda".

## Arte Inuit e Yupik
Per quanto riguarda il periodo preistorico, le sculture antropomorfe e zoomorfe evidenziarono uno stile fantasioso, eseguito con dovizia tecnica. Nella fase successiva, rintracciata presso la zona del Mare di Bering, si accentuò la tendenza alla simmetria e alla circolarità. Una terza fase rappresentò il punto d'incontro delle due precedenti, nella quale risaltarono la rotondità e le teste zoomorfe ormai stilizzate con l'aggiunta di elementi anatomici in bassorilievo. Gli Yupik, maggiormente influenzati dalla cultura siberiana, utilizzarono anche il ferro per la produzione di bulini e lame. Un oggetto in comunanza alla varie culture inuit fu l'oggetto alato, ossia una scultura in avorio caratterizzata da due ali decorate.

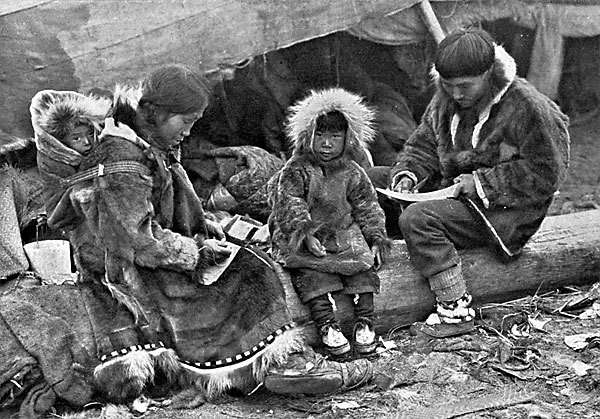
Una famiglia inuit in una foto dei primi anni del Novecento

Dal 1700 in poi, gli oggetti di uso quotidiano vennero arricchiti di immagini rappresentanti scene di caccia o altri temi raffiguranti la vita degli inuit. Durante il Novecento sono state le maschere a esemplificare meglio di ogni altra manifestazione artistica, lo spirito e i sentimenti sia degli inuit che dei Yupik. Le maschere possono rappresentare sia lo spirito degli elementi della natura, dei luoghi e degli spiriti malvagi, sia quello degli animali da caccia. La figura più rappresentata è quella di Tunghat, il potente spirito che decide quali e quanti animali i cacciatori riusciranno a catturare. Diffusi sono i canestri con radici intrecciate, le collane di gusci, le conchiglie.
La musica inuit e yupik è tradizionalmente vocale, con occasionali accompagnamenti di tamburi. Le occasioni tipiche per i canti sono le feste danzanti, il festival del tamburo, che prevede una contesa tra i vari contendenti inframezzata da dialoghi canori. Se nei momenti di festa è la donna a intonare cori, nei rituali a sfondo sacro è l'uomo che canta per espletare i riti propiziatori. Non mancano elementi polifonici e la struttura delle scale è piuttosto variabile.

## Letteratura Inuit e Yupik
La letteratura è soprattutto orale e solo recentemente gli europei hanno cominciato una sua raccolta sistematica. Una caratteristica importante della letteratura Inuit e Yupik, differenziandola da quella di tanti altri popoli indigeni d'America e anche degli altri continenti, è proprio il suo carattere umano. La religione occupa uno spazio relativamente ristretto; sembra che gli Inuit non sentano il bisogno di trovare spiegazioni sull'origine della Terra e dei fenomeni naturali. Ma nonostante ciò alcuni racconti sono proprio di carattere mitologico.
In particolare due tipi di mito sembrano davvero comuni all'intero mondo inuit/yupik: il primo tratta l'origine della Luna e del Sole, il secondo l'origine della dea o donna del mare, ovvero la progenitrice di tutti gli animali marini e dunque elemento importante per questo popolo di cacciatori e pescatori. Oltre alla relativa povertà dei racconti mitico-religiosi, troviamo invece una grande ricchezza del patrimonio favolistico e narrativo.
Tra tutti questi racconti alcuni trattano proprio del soprannaturale o almeno dell'inverosimile e dunque sono molto collegati a racconti mitici e a quelli che riguardano la vita familiare e sociale. Altri presentano un contenuto morale, altri ancora sembrano fatti solo per divertire.
Ma gli Inuit e gli Yupik sono anche  popoli di poeti e cantori; infatti la produzione di composizioni poetiche è continua. Quindi essi sono conosciuti come cantori, come gente che adora gareggiare nella "casa del canto", il luogo di ritrovo comune del villaggio; infatti le gare di canto sono uno degli aspetti più originali della cultura Inuit e Yupik.